# Ivocoryphus jezequeli
Ivocoryphus jezequeli is een hooiwagen uit de familie Assamiidae.